# 매소

《매소》(賣笑)는 대한민국의 블루스 밴드 하 수상의 일곱번째 싱글이다. <매소:賣笑>는 한자어로 '웃음을 팔다'라는 뜻이며, 매춘을 의미한다. 이 곡은 아직도 여전히 논란이 일고 있는 인터넷 방송 등에 정착되지 않은 윤리의식에 일침을 가하는 곡으로 강렬한 비트 위에 쏟아지는 일렉사운드 그리고 거칠고 무거운 가사가 돋보인다. 이번 싱글은 하 수상 음원 최초로 팔로알토의 랩 피쳐링이 삽입되었다. 기타리스트 임정우가 정기고의 <드디어 만났다>의 세션으로 참여하며 인연을 맺은 팔로알토는 묵직한 돌직구 랩으로 힘을 더하며 작품의 완성도를 높였다. 그간 정흠밴드와의 콜라보에 중점을 두며 기존의 분위기를 좀 더 편안하게 들을 수 있는 이지리스닝에 기반을 뒀다면, 이번 싱글부터는 다시 하 수상만의 색깔로 돌아와 무거운 블루스의 저력을 여지없이 보여준다.

## 차트 성적
멜론
- 장르/스타일 차트 - 스타일 - 블루스 : 1위 (11.02.~11.19.)[1]

## 수록곡
| #            | 제목                           | 작사                             | 작곡                   | 재생 시간 |
| ------------ | ------------------------------ | -------------------------------- | ---------------------- | --------- |
| 1.           | 〈매소:賣笑 (Feat. 팔로알토)〉 | 임정우, 선미킴, 이기현, 팔로알토 | 임정우, 선미킴, 이기현 | 4:23      |
| 2.           | 〈매소:賣笑 (Inst.)〉          |                                  | 임정우, 선미킴, 이기현 | 4:23      |
| 총 재생 시간 | 총 재생 시간                   | 총 재생 시간                     | 총 재생 시간           | 8:46      |